# Кравцов, Ефим Егорович
Ефим Егорович Кравцов (1910—1984) — младший лейтенант Советской Армии, участник Великой Отечественной войны, Герой Советского Союза (1943).

## Биография
Ефим Кравцов родился 24 декабря 1910 года в селе Шелудьковка (ныне — Змиёвский район Харьковской области Украины). Окончил семь классов школы. В 1929—1933 годах проходил службу в Военно-морском флоте СССР. Демобилизовавшись, работал на заводе. В октябре 1942 года Кравцов повторно был призван в армию. С февраля 1943 года — на фронтах Великой Отечественной войны, был старшим радиотелеграфистом 384-го артиллерийского полка 193-й стрелковой дивизии 65-й армии Центрального фронта. Отличился во время битвы за Днепр.
В начале октября 1943 года Кравцов, находясь в составе передовых штурмовых групп, в числе первых переправился через Днепр в районе посёлка Лоев Гомельской области Белорусской ССР и установил связь с артиллерией, корректируя его огонь. Когда противник предпринял ряд контратак, Кравцов захватил вражеский миномёт и вёл из него огонь.
Указом Президиума Верховного Совета СССР от 30 октября 1943 года за «мужество и героизм, проявленные при форсировании Днепра и удержании плацдарма на его правом берегу» старшина Ефим Кравцов был удостоен высокого звания Героя Советского Союза с вручением ордена Ленина и медали «Золотая Звезда» за номером 1652.
В 1944 году Кравцов окончил курсы младших лейтенантов. В 1946 году он был уволен в запас. Проживал в Киеве, сначала служил во внутренних войсках, затем стал старшим техником в институте электросварки. Умер 7 января 1984 года, похоронен на Байковом кладбище Киева.
Был также награждён орденами Отечественной войны 1-й степени и Красной Звезды, рядом медалей.